# النظرية النسوية: من الهامش إلى الوسط (كتاب)
النظرية النسوية: من الهامش إلى الوسط هو كتاب نُشر عام 1984 عن النظرية النسوية لبيل هوكس. أكد الكتاب على أهمية المرأة كرائدة في الفكر النسوي الراديكالي. يشير الهامش في العنوان إلى الوصف الساطع للمرأة السوداء بأنها موجودة على الهامش وحياتها المستترة المجتمع الأمريكي السائد بالإضافة إلى عدم كونها جزءًا من النظرية النسوية السائدة. نُشر الكتاب باللغة الفرنسية في عام 2017.
في التمهيد للطبعة الجديدة من الكتاب، تبرز بيل هوكس كيف كتبت الكتاب كرد فعل على الحاجة إلى النظرية التي أخذت في الاعتبار الجنس والعرق والطبقة، حيث كانت هناك حاجة نشأت من حركة التحرر النسائي التي يتم تنظيمها بشكل أساسي حول القضايا ذات الصلة بالمرأة البيضاء ذات الامتياز الطبقي.
في الفصل الأول، وُجهت الانتقادات إلى كتاب بيتي فريدان سحر الأنثوية الصادر عام 1963 باعتباره منظورًا محدودًا واحدًا لواقع المرأة، حتى لو كانت مناقشة مفيدة حول تأثير التمييز الجنسي على مجموعة مختارة من النساء المتعلمات من الكلية من الطبقة العليا أو المتوسطة المتزوجات ذوات البشرة البيضاءأو كما يسمين أنفسهن ربات البيوت. تجادل بيل هوكس بأن فريدان لم تشمل حياة أو تجارب أو احتياجات النساء بدون رجال، أو النساء دون أطفال، أو النساء دون بيوت، أو النساء غير البيض أو النساء الفقيرات.
استخدمت بيل مصطلح الأبوية الرأسمالية ذات التفوق الأبيض كعدسة تنتقد من خلالها جوانب مختلفة من الثقافة الأمريكية وتقدم حلولاً محتملة للمشاكل التي تستكشفها. كما تتناول موضوعات تشمل أهداف الحركة النسوية، ودور الرجال في النضال النسوي، وأهمية السلام، والتضامن بين النساء، وطبيعة الثورة. وتشتهر بيل في مناقشاتها حول هذه المواضيع كنسوية راديكالية بسبب حججها بأن النظام نفسه فاسد وأن تحقيق المساواة في مثل هذا النظام غير ممكن وغير مرغوب فيه. كما تشجع بدلاً من ذلك على التحول الكامل للمجتمع وجميع مؤسساته كنتيجة لنضال طويل، متصورةً غدًا مؤكدًا مليئًا بالحياة والسلام.